# 트러델
트러델(Trudell)은 미국에서 제작된 헤더 래 감독의 2005년 영화이다. 로버트 레드포드 등이 주연으로 출연하였고 엘리즈 캣츠 등이 제작에 참여하였다.

## 출연

### 주연
- 로버트 레드포드
- 크리스 크리스토퍼슨

### 조연
- 샘 쉐퍼드
- 에이미 레이
- 발 킬머